# Venerque
Venerque – miejscowość i gmina we Francji, w regionie Oksytania, w departamencie Górna Garonna.
Według danych na rok 1990 gminę zamieszkiwało 2158 osób, a gęstość zaludnienia wynosiła 148 osób/km² (wśród 3020 gmin regionu Midi-Pireneje Venerque plasuje się na 165. miejscu pod względem liczby ludności, natomiast pod względem powierzchni na miejscu 791.).

## Pomniki

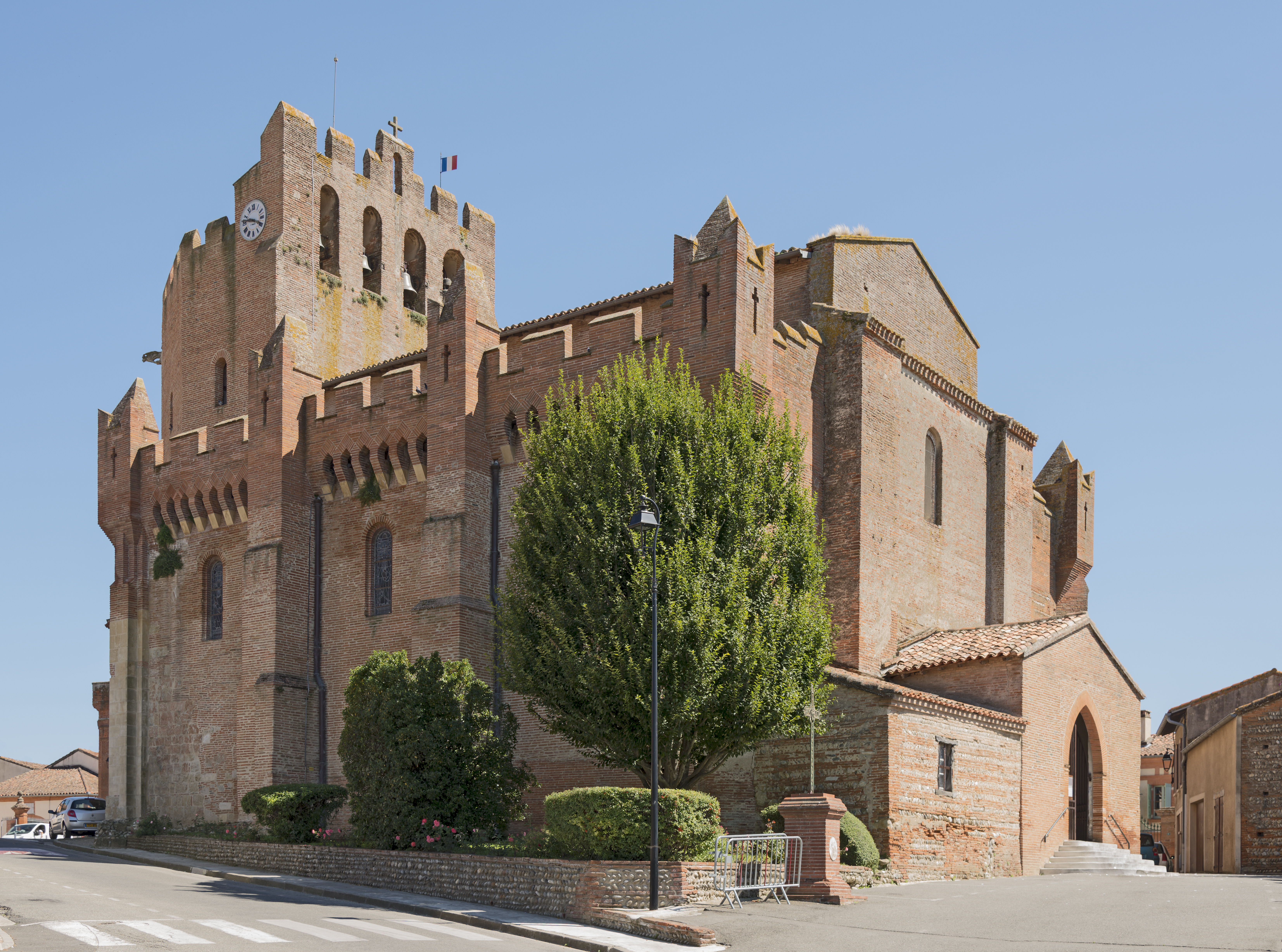
Kościół.
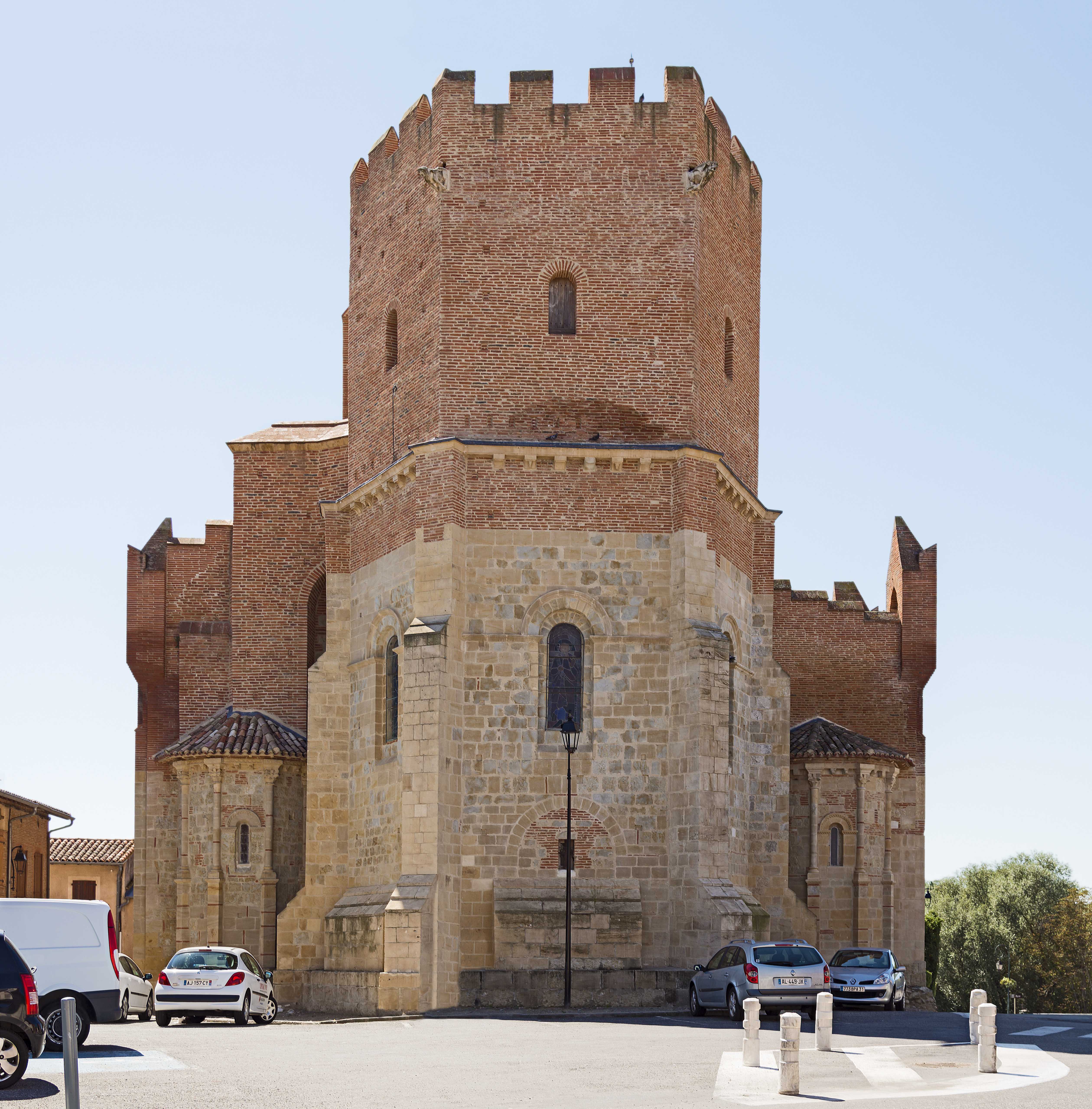
Kościół.
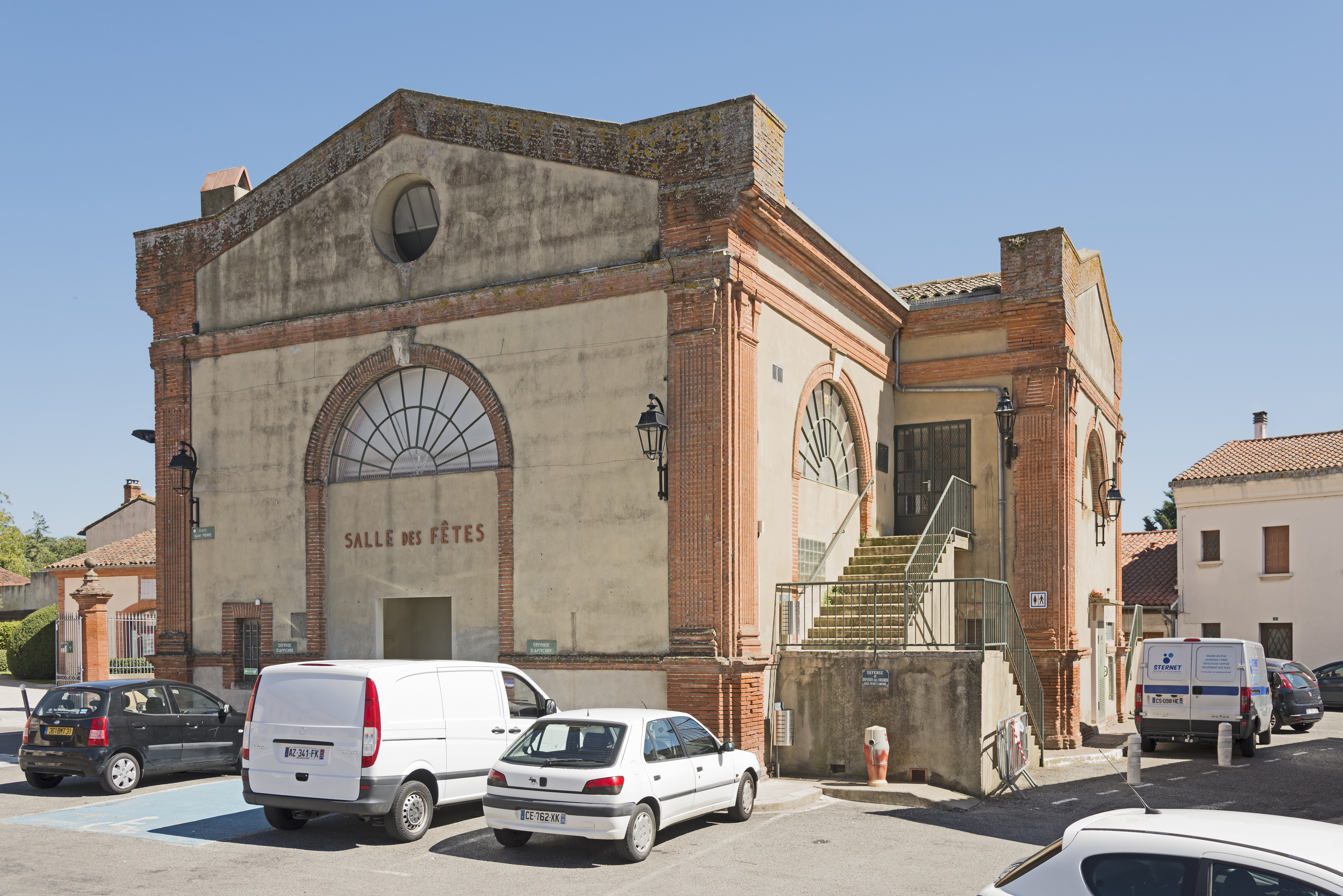
Hala wioski.